# 李觀光
李觀光（1544年—？），字賓之，直隸河間府滄州人，竈籍，明朝政治人物。

## 生平
嘉靖四十年（1561年）辛酉科順天府鄉試第一百十四名，萬曆五年（1577年）丁丑科進士。同年任山東肥城縣知縣。调諸城縣。歷官通政使司右參議，十九年四月轉左參議。二十三年官右通政。

## 家族
曾祖父李鎧；祖父李浦，曾任縣丞；父親李肯構，曾任歲貢生。母程氏。慈侍下。